# الحرس الملكي

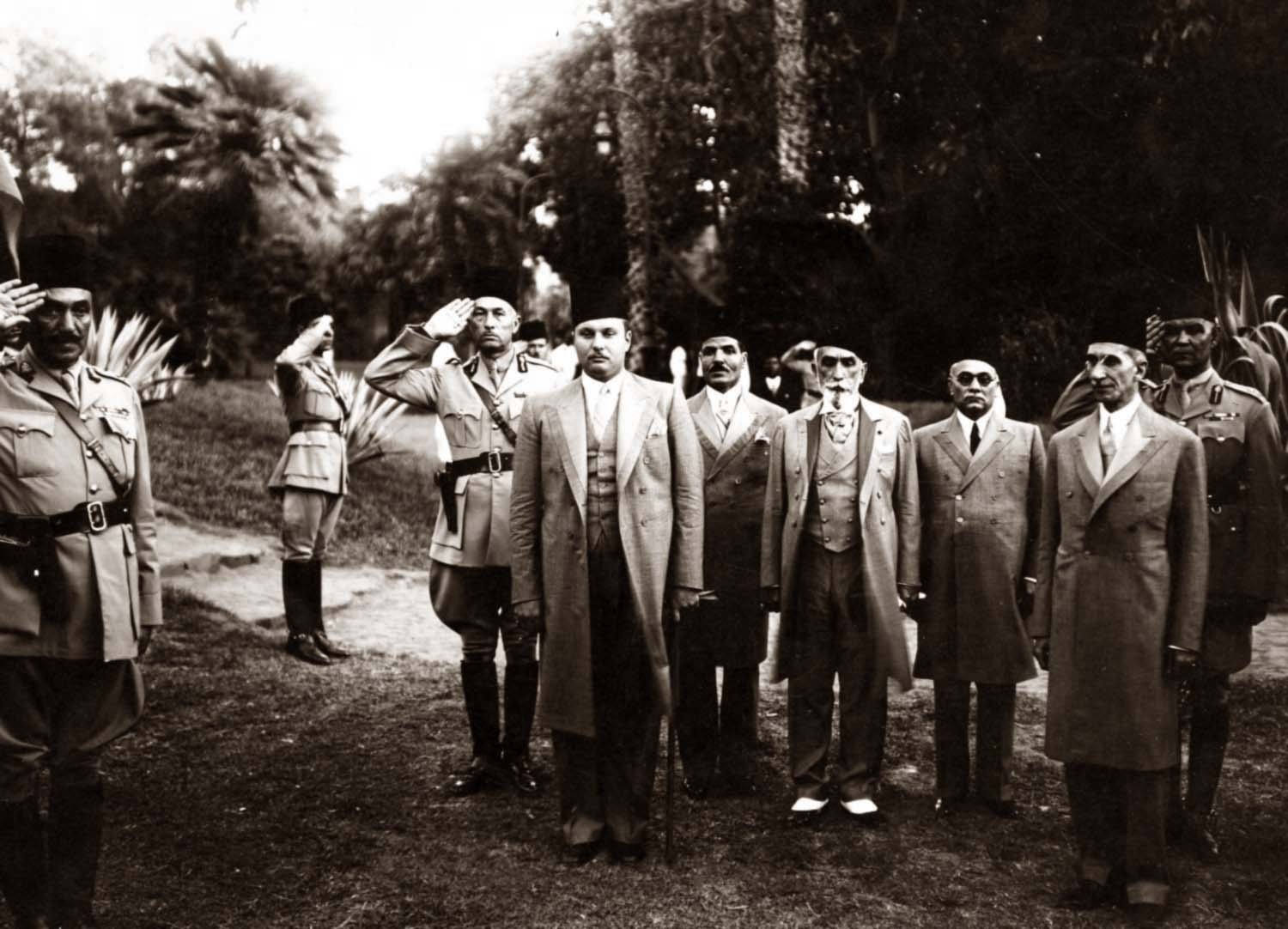
أفراد الحرس الملكي المصري ووزراء في العهد الخديوي.

الحرس الملكي هم  مجموعة من الحراس الشخصيين عسكر وجنود وخدم مسؤولين عن حماية الامبراطور والعاهل والأمير والملك. غالبا ما يكون الحراس من وحدة النخبة في القوات المسلحة النظامية للدول.لدى الحرس الملكي حقوق الخاصة وامتيازات عالية المسؤلية.

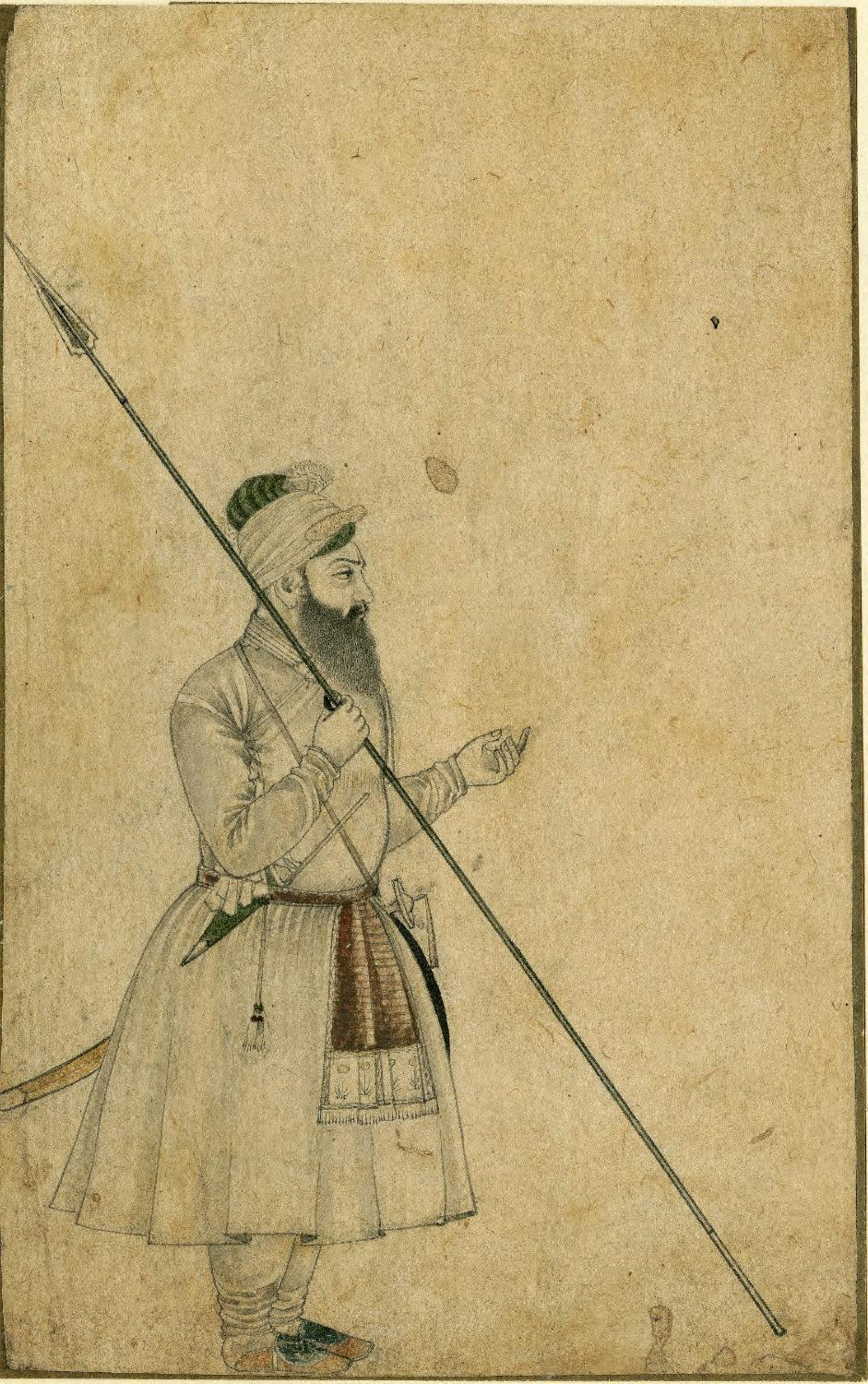
أحد أفراد الحرس الملكي للشاه جهان شاه الهند.